# Houda Ben Daya
Houda Bến Daya (tiếng Ả Rập: هدى بن داية; sinh ngày 21 tháng 7 năm 1979 tại Tunis) là một Judoka người Tunisia, người thi đấu ở hạng bán nặng nữ. Cô đã nhặt được tổng cộng năm huy chương, bao gồm ba huy chương vàng từ Giải vô địch châu Phi và một huy chương đồng từ Đại hội Thể thao Địa Trung Hải năm 2001 tại quê hương Tunis của cô, và đại diện cho quốc gia Tunisia của cô ở hạng 78 kg tại Thế vận hội Mùa hè 2004.
Ben Daya đủ điều kiện cho đội tuyển Tunisia ở hạng cân nặng nửa người phụ nữ (78   kg) tại Thế vận hội Mùa hè 2004 ở Athens, bằng cách đứng đầu lĩnh vực judoka và nhận được một bến đỗ từ Giải vô địch châu Phi tại quê hương Tunis của cô. Cô đã thua trận mở màn của mình trước đội bóng vùng Majanci Silva của Brazil, người đã ghi một chiến thắng ippon và áp đảo cô trên tấm chiếu bằng một cú uchi mata (ném đùi trong) vào lúc ba phút mười tám giây.